# Neues Wiener Konservatorium

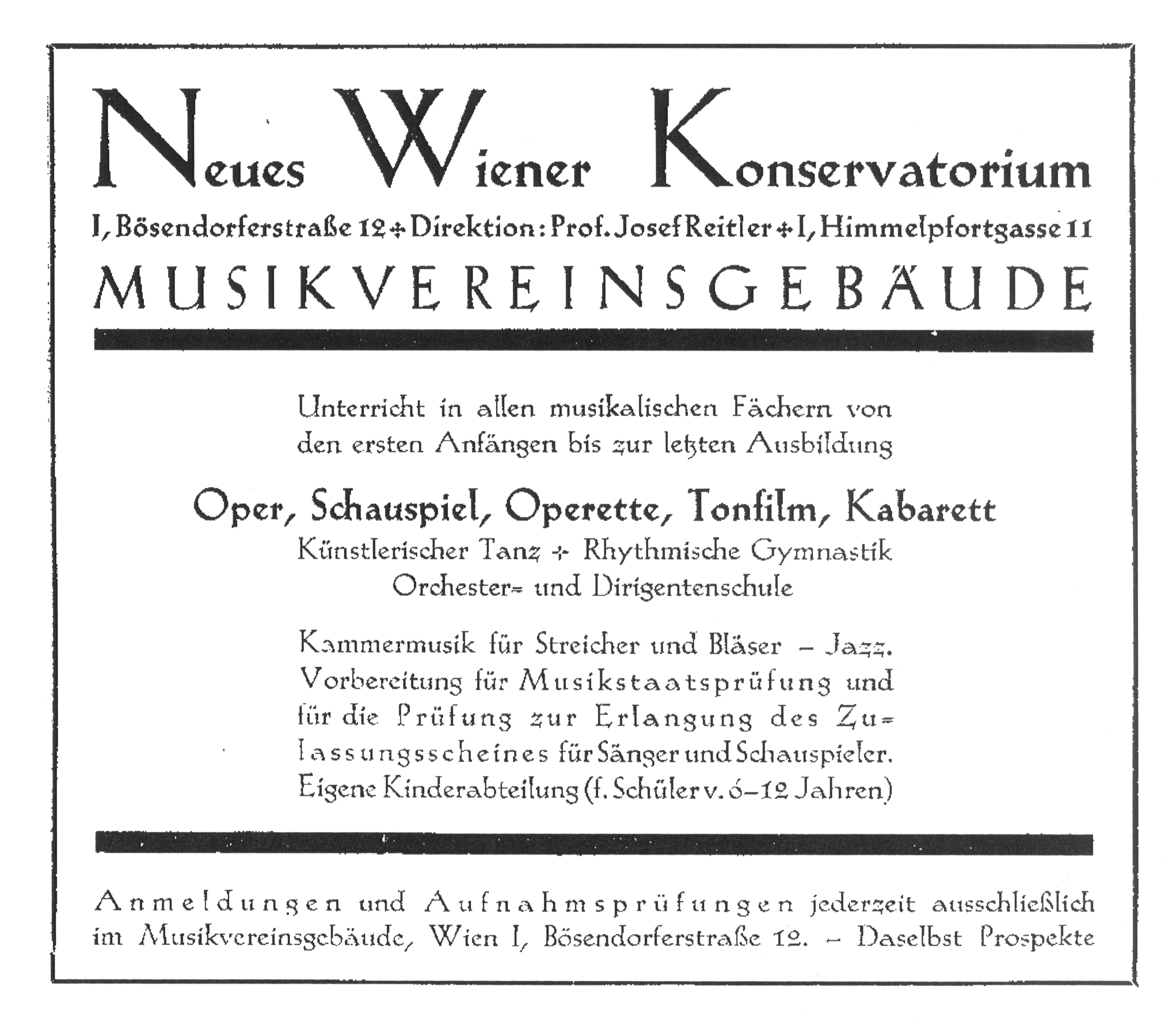
Inserat, 1935

Das  Neue Wiener Konservatorium war eine 1909 gegründete, privatrechtlich geführte renommierte Musiklehranstalt, die 1938 von den Nationalsozialisten geschlossen wurde.

## Geschichte
Das zunächst nur inoffiziell für Eigenwerbung als Neues Wiener Konservatorium ausgegebene Institut war 1909 als Privatmusikschule von Theobald Kretschmann gegründet worden. Und zwar als Reaktion auf die zuvor erfolgte Erhebung des traditionsreichen Konservatoriums der Gesellschaft der Musikfreunde zur k.k. Akademie für Musik und darstellende Kunst. Von den „Akademikern“ anfänglich als Konkurrenz wahrgenommen, wurde denn auch die inoffizielle Verwendung des Titels Konservatorium (bis 1921) immer wieder beeinsprucht. Erst 1932 durfte die Bezeichnung Neues Wiener Konservatorium offiziell geführt werden. Bis dahin hat die Musiklehranstalt so manche Krisenzeit durchgemacht und Wandlung erlebt.
Von Kretschmann nur zwei Jahre geführt, sicherte erst eine Vereinsgründung und Ausweitung der Lehrfächer das Überleben der Lehranstalt auch während des Ersten Weltkriegs. Josef Reitler war es schließlich, der als Leiter (ab 1915) mit langjährigem Engagement und Geschick dem Institut zu Aufschwung, hohem Niveau und Reputation verhalf. Ihm ist es gelungen, vermehrt bekannte Musiker mit gutem Ruf aus dem öffentlichen Konzertleben für die Lehrtätigkeit zu gewinnen. Bewusst wurden auch immer wieder „zeitnahe“, innovative Ausbildungsangebote ins Programm aufgenommen. So z. B. kam es Mitte der 1920er Jahre zur Einrichtung einer eigenen Kinderabteilung oder in den 1930er Jahren zu solchen für Operette/Kabarett, Jazz-Orchester oder Tonfilm.
Die Qualität der Ausbildung und das Ansehen des Konservatoriums schlugen sich in einem erhöhten Zulauf an Studierenden nieder. So stieg etwa die Frequenz von 40 im Jahr 1915 auf über 1300 um 1929. Erst die Wirtschaftskrise führte in Folge wieder zu einem deutlichen Absinken der Schülerzahl.
Das Neue Wiener Konservatorium entwickelte sich in den Jahren seines Bestehens neben der Akademie (heute: Universität) für Musik und darstellende Kunst zur bedeutendsten und innovativsten Musiklehranstalt Österreichs. Der Anschluss Österreichs an den NS-Staat im März 1938 setzte diesem Prozess ein Ende. Neben Josef Reitler selbst wurden zahlreiche Lehrpersonen jüdischer Herkunft entlassen, das Konservatorium im Herbst 1938 geschlossen und der Trägerverein aufgelöst. Ein Teil der zu dem Zeitpunkt noch beschäftigten Lehrerschaft wurde in die neu gegründete Musikschule der Stadt Wien übernommen.

## Direktoren
- Emerich Bénesi (1909–1910)
- František Ondříček (1910–1915)
- Josef Reitler (1915–1938)

## Bekannte Lehrer (Auswahl)
- Adolf Bak, Geige
- Marie Baumayer[1], Klavier
- Hans Breuer, Opernschule
- Ernst Décsey, Literatur/Ästhetik
- Hans Gál, Musiktheorie
- Paul Graener, Musiktheorie
- Alfred Grünfeld, Klavier
- Wilhelm Jeral, Geige
- Ernst Kanitz, Musiktheorie
- Angelo Kessissoglu, Klavier
- Robert Konta, Musiktheorie
- Heinrich Kralik, Musiktheorie
- Rita Kurzmann-Leuchter, Klavier
- Josef Labor, Orgel
- Carl Lafite, Musiktheorie
- Egon Lustgarten, Musiktheorie
- Josef Mertin, Musiktheorie/Orgel
- Johanna Müller-Hermann, Musiktheorie
- Rudolf Nilius, Dirigieren
- Ricardo Odnoposoff, Geige
- Robert Pollak, Geige
- Simon Pullman, Geige/Bratsche/Kammermusik
- Louis Rée, Klavier und Komposition
- Susanne Rée, Klavier und Gesang
- Fritz Schreiber, Komposition/Musiktheorie/Instrumentation
- Richard Specht, Literatur/Ästhetik
- Edith Steinbauer, Geige
- Karl Weigl, Musiktheorie
- Erwin Weill, Literatur/Ästhetik
- Egon Wellesz, Musiktheorie
- Paul Wittgenstein, Klavier
- Eugen Zádor, Musiktheorie

## Bekannte Absolventen (Auswahl)
- Eugen Andergassen, Schriftsteller
- Adolph Baller, Pianist
- Rose Book, Opernsängerin
- Mosco Carner, Musikologe
- Hanns Eisler, Komponist
- Adrienne/Felix/Marguerite/Renée Galimir, Galimir-Quartett
- Bronisław Gimpel, Geiger
- Karl Gimpel, Pianist
- Richard Goldner, Bratschist
- David Grünschlag (1914–1996), Geiger
- Rosi (1922–2012) und Toni Grünschlag (1916–2007), Pianistinnen[2]
- Anny Konetzni, Opernsängerin
- Hilde Konetzni, Opernsängerin
- Georg Kreisler, Komponist
- Erwin Leuchter, Musikologe
- Fritz Muliar, Schauspieler
- Boris Papandopulo, Komponist
- Theo Salzman, Cellist
- Karl Schiske, Komponist
- Erwin Weiss, Komponist